# Eucharis punctata
Eucharis punctata is een vliesvleugelig insect uit de familie Eucharitidae. De wetenschappelijke naam is voor het eerst geldig gepubliceerd in 1859 door Förster.